# Miranda (football, 2000)
Pour les articles homonymes, voir Miranda.
Matheus dos Santos Miranda dit Miranda, né le 19 janvier 2000 à Magé au Brésil, est un footballeur brésilien qui évolue au poste de défenseur central à l'Amazonas FC.

## Biographie

### Vasco da Gama
Natif de Magé dans l'État de Rio de Janeiro au Brésil, Miranda est formé par le Vasco da Gama, club qu'il rejoint en 2006 après avoir notamment fait du futsal. Il est l'un des grands espoirs du club, étant notamment capitaine avec les U17. 
Il joue son premier match de première division brésilienne le 14 juin 2018, contre le SC Internacional. Il est titularisé lors de cette rencontre perdue par les siens sur le score de trois buts à un.
Lors de la saison 2020, Miranda s'impose en équipe première, devenant un titulaire régulier.

### En sélection
De 2015 à 2016, Miranda est appelé à plusieurs reprises avec l'équipe du Brésil des moins de 17 ans, et réalise deux apparitions avec cette sélection.